# Krîmsk
Krîmsk (ru. Крымск) este un oraș din regiunea Krasnodar, Federația Rusă, cu o populație de 56.623 locuitori.